# Àmpix
L'àmpix (en grec antic: ἄμπυξ, àmpyx) era una diadema o banda de plata o de metall que les dones gregues portaven a la part frontal del cap, al damunt del front, subjectant-se per darrere, per retenir els cabells.
L'àmpix era fet de totes classes de material, i n'existien també d'or, però no eren els més freqüents, i podien portar ornaments de pedres precioses. Eurípides diu que l'àmpix d'Àrtemis era d'or, i s'acostumava a dir en poesia que les Muses i les Hores en portaven també. A les escenes festives que es representen a les tombes etrusques les dones porten àmpix.
Els frontals de les brides del cavalls rebien el mateix nom (en llatí: frontalia), i de vegades estaven fets també de materials valuosos i segons Plini el Vell podien portar també pedres precioses. Segons Titus Livi també en portaven els elefants.
Hesiqui diu que a Lídia els homes portaven àmpix, i que també en portaven els jueus.